# Lista de prêmios e indicações de Xena: Warrior Princess
Este anexo é a lista de prêmios e indicações recebidos pela série de televisão Xena: Warrior Princess, originalmente exibida entre 4 de setembro de 1995 e 18 de junho de 2001.[carece de fontes?]
O programa foi criado em 1995 pelos diretores-produtores Robert Tapert e John Schulian, sendo produzida pela Pacific Renaissance Pictures LTDA em parceria com a Universal Studios e distribuída na Nova Zelândia pela MCA e internacionalmente pela MCA International. A série narra as aventuras de Xena (Lucy Lawless), uma guerreira que tenta redimir-se de seu passado violento ajudando todas as pessoas. Xena é acompanhada por Gabrielle (Renee O'Connor), cuja história é contada paralelamente durante o seriado.
Xena: Warrior Princess foi um grande sucesso de público e crítica, tendo sido exibida em cerca de 108 países ao redor mundo. Foi também a criadora do conceito de Fandom, quando os fãs de um programa se conectam via Internet para discutir cada episódio e personagem. O Fandom da série continua ativo na Internet até hoje.
A série recebeu diversos prêmios e homenagens durante sua exibição, a maioria pela trilha sonora. O programa esteve seis vezes no Emmy Awards, vencendo em 2000;[carece de fontes?] vencendo também o conceituado ASCAP Awards em todos os cinco anos em que participou, além de ter sido indicado também no Saturn Awards duas vezes, em 1997 e 1998.

## ASCAP Awards
O American Society of Composers, Authors and Publishers Awards (ASCAP) é uma cerimônia anual para premiar compositores que mostram seu trabalho através de programas de TV ou performances ao vivo.
| Ano  | Categoria                 | Recebedor              | Resultado |
| ---- | ------------------------- | ---------------------- | --------- |
| 1997 | Melhor série de televisão | Xena: Warrior Princess | Vencedor  |
| 1998 | Melhor série de televisão | Xena: Warrior Princess | Vencedor  |
| 1999 | Melhor série de televisão | Xena: Warrior Princess | Vencedor  |
| 2000 | Melhor série de televisão | Xena: Warrior Princess | Vencedor  |
| 2001 | Melhor série de televisão | Xena: Warrior Princess | Vencedor  |

## Emmy Awards
Os Prêmios Emmy são os prêmios atribuídos à televisão dos Estados Unidos, similares aos Peabody Awards mas mais focados no entretenimento.
| Ano  | Categoria                                                 | Recebedor     | Resultado |
| ---- | --------------------------------------------------------- | ------------- | --------- |
| 1997 | Melhor composição musical em uma série (estilo dramático) | Joseph LoDuca | Indicado  |
| 1998 | Melhor música e letra[carece de fontes?]                  | Joseph LoDuca | Indicado  |
| 1999 | Melhor composição musical em uma série (estilo dramático) | Joseph LoDuca | Indicado  |
| 2000 | Melhor composição musical em uma série (estilo dramático) | Joseph LoDuca | Vencedor  |
| 2001 | Melhor composição musical em uma série (estilo dramático) | Joseph LoDuca | Indicado  |
| 2002 | Melhor composição musical em uma série (estilo dramático) | Joseph LoDuca | Indicado  |

## New Zealand Film and TV Awards
O New Zealand Film and TV Awards ocorria anualmente em Auckland, a maior cidade da Nova Zelândia, para premiar o melhor do cinema e da TV local, foi celebrado entre 1986 até 2003.[carece de fontes?]
| Ano  | Categoria                                | Recebedor      | Resultado |
| ---- | ---------------------------------------- | -------------- | --------- |
| 1998 | Melhor figurino de TV[carece de fontes?] | Ngila Disckson | Vencedor  |

## Golden Reel Awards
O Golden Reel Awards foi fundado em 1993 e premia os melhores editores de som do cinema e da TV.
| Ano  | Categoria                                                                               | Recebedor      | Resultado |
| ---- | --------------------------------------------------------------------------------------- | -------------- | --------- |
| 1998 | Melhor edição de Som - Episódio de TV - Diálogo e Dublagem                              | Joseph LoDuca  | Indicado  |
| 1999 | Melhor edição de Som - Episódio de TV - Efeitos de som e fala                           | Joseph LoDuca  | Indicado  |
| 1999 | Melhor edição de Som - Episódio de TV - Diálogo e Dublagem                              | Joseph LoDuca  | Indicado  |
| 2001 | Melhor edição de Som - Episódio de TV - Música                                          | Philip Tallman | Indicado  |
| 2002 | Melhor edição de Som - Episódio de TV - Música, episódio live-action[carece de fontes?] | Philip Tallman | Indicado  |

## Saturn Awards
O Saturn Awards é uma conceituada cerimônia que premia os filmes e produções televisivas nos gêneros de ficção científica, horror e fantasia.
| Ano  | Categoria                             | Recebedor              | Resultado |
| ---- | ------------------------------------- | ---------------------- | --------- |
| 1997 | Melhor série de TV a cabo             | Xena: Warrior Princess | Indicado  |
| 1998 | Melhor atriz de TV[carece de fontes?] | Lucy Lawless (Xena)    | Indicado  |

## GLAAD Media Awards
O GLAAD Media Awards foi criado em 1990 pela Gay & Lesbian Alliance Contra A Difamação para reconhecer e homenagear os principais meios de comunicação para a sua justa, rigorosa e abrangente representação da comunidade GLBT e as questões que afetam as suas vidas.
| Ano  | Categoria             | Recebedor                        | Resultado |
| ---- | --------------------- | -------------------------------- | --------- |
| 1998 | Melhor Episódio de TV | Here She Comes...Miss Amphipolis | Indicado  |